# Milan (Computer)
MILAN ist der Name eines TOS-kompatiblen Computersystems, das als Nachfolger der Atari-ST-Computer geplant wurde. Es wurde von der MILAN-Computersystems GbR entwickelt. Das System wurde 1998 auf dem Markt eingeführt und wird heute nicht mehr hergestellt. Das Basismodell trägt die Bezeichnung MILAN 040, die auf die Zentraleinheit Motorola 68040 verweist. Der MILAN 040 konnte später mit einem Motorola 68060 nachgerüstet werden. Besonderheit des Systems ist, dass sich das TOS-Betriebssystem in einem Flash-ROM befindet. Hierdurch wird ein schnelles Hochfahren des Computers ermöglicht. Durch die Verwendung von Standard-PC-Komponenten sollten die Fertigungskosten gesenkt und die spätere Erweiterbarkeit verbessert werden.
Nachfolger des MILAN 040 sollte der MILAN 060 bzw. MILAN II werden. Ausgestattet mit einem Motorola 68060 als Hauptprozessor und USB-Schnittstellen sollte der MILAN II über Kaufhäuser und Fachhändler vertrieben werden. Ein Prototyp war bereits fertiggestellt. Die Serienproduktion blieb jedoch aus. Die Geschäftsführung der MILAN-Computersystems GbR begründete dies im Jahr 2000 damit, dass wichtige Bauteile der Hauptplatine nicht mehr verfügbar gewesen seien.

## Hardware
Der MILAN 040 basiert auf einer Hauptplatine im AT-Format, sie hat drei ISA-Steckplätze, vier PCI-Steckplätze, vier Bänke für EDO-RAM, zwei IDE-Schnittstellen, eine Floppy-Schnittstelle, einen Anschluss für eine PS/2-Maus, Tastaturanschluss, eine parallele Schnittstelle und zwei serielle Schnittstellen.

## Betriebssystem
Das TOS-Betriebssystem trägt die Versionsnummer 4.08 und ist eine Weiterentwicklung des TOS des Atari Falcon 030.
Neben dem TOS wurde das MILAN-MultiOS mitgeliefert. Dieses TOS-kompatible Betriebssystem wird zusätzlich auf Festplatte installiert und bietet dem Anwender präemptives Multitasking. MILAN-MultiOS ist eine spezielle Version von N.AES. Dieses wiederum basiert auf einem MiNT-Kernel. 
Später war auch das TOS-kompatible MagiC-Betriebssystem als weitere Alternative für den MILAN erhältlich.